# П’ять копійок

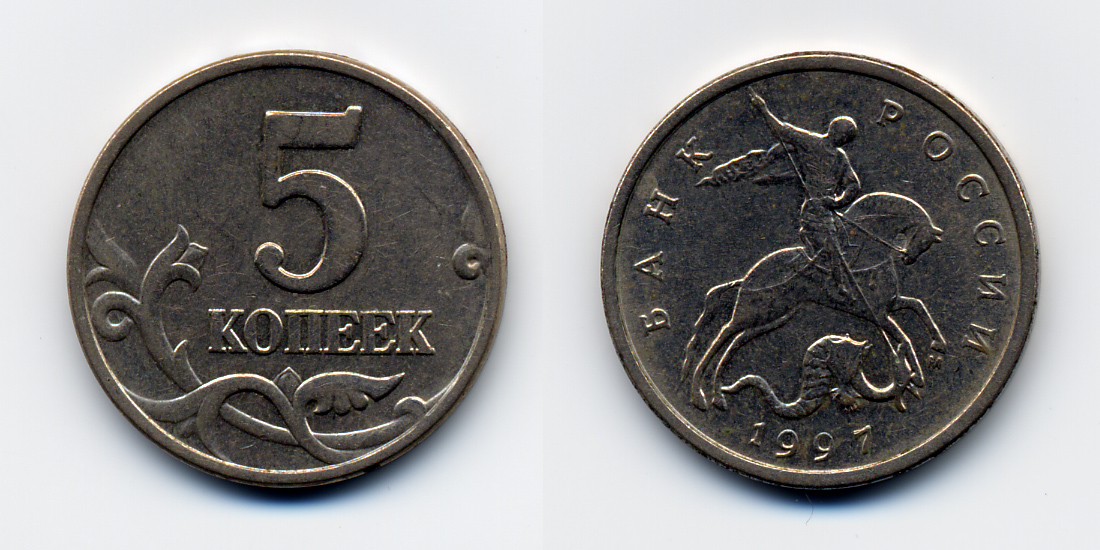
5 копійок Росії, 1997

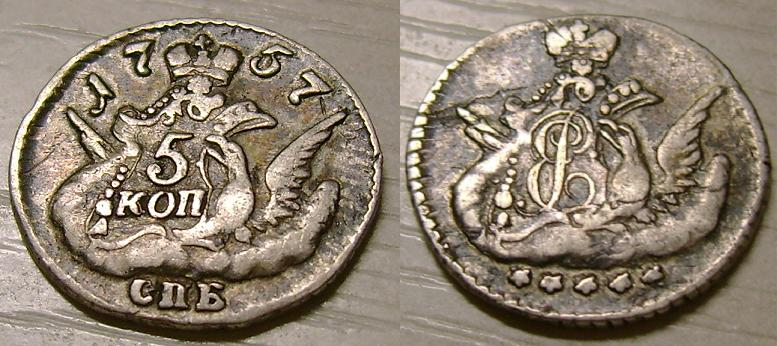
5 копійок 1757 року (срібло, вага 1,21 грам)

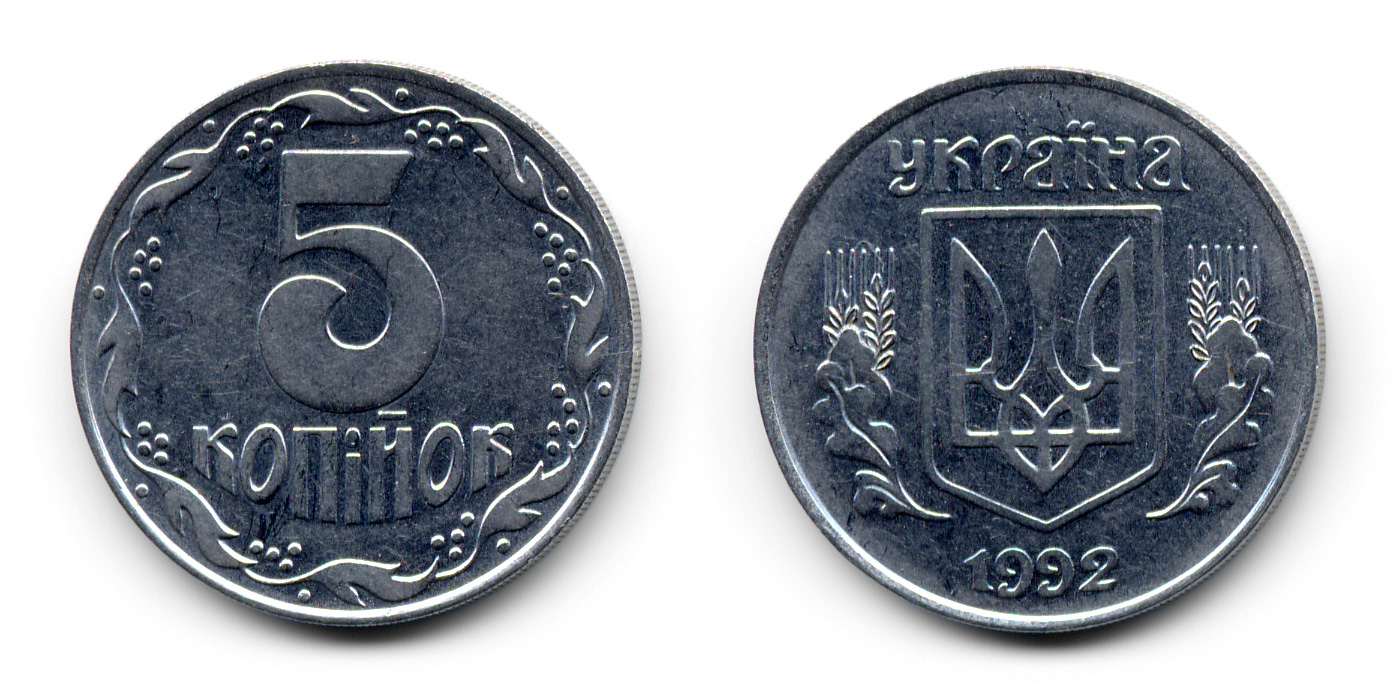
П'ять копійок України, 1992 (нержавіюча сталь)

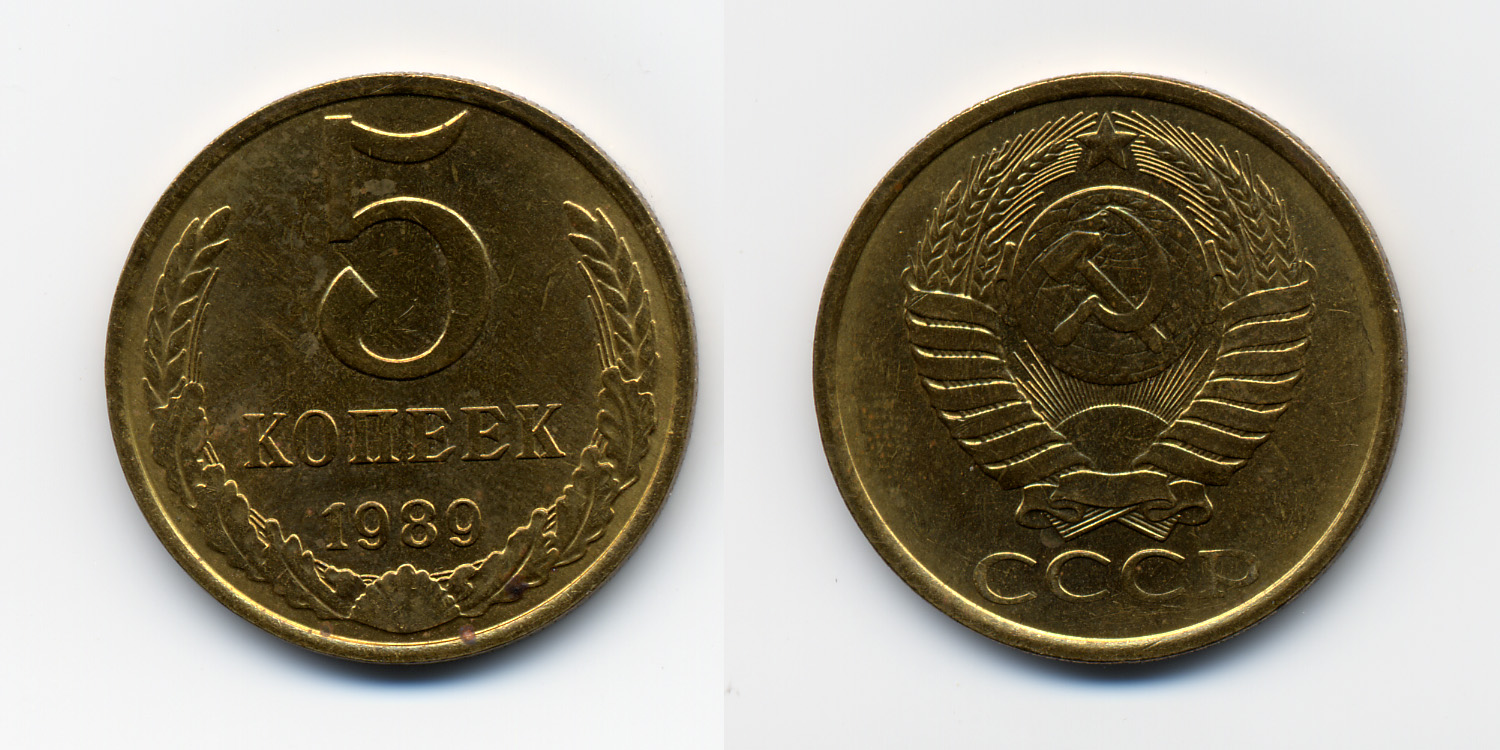
П'ять копійок СРСР, 1989

П'ять копійок, п'ятикопійчана монета, п'ятак, десять грошей — традиційний номінал російської грошової системи. Мідна монета заснована указами Петра I від 28 червня і 28 липня 1723 року цінністю в 5 копійок.

## Історія

### Дореволюційний час

#### Карбування зі срібла
Перша срібна монета цінністю в 5 копійок почала карбуватися в 1701 році під номіналом десять грошей. Монета мала високий вміст срібла (770 проба) і вагу приблизно 1,4 грама. На зворотному боці монети в два рядки було написано номінал монети. Внизу - рік карбування слов'янськими буквами, а на лицьовій стороні - був зображений двоголовий орел. По канту з обох сторін монети розташовувався декоративний малюнок. Монета карбувалася по 1704 рік. У 1713 році карбування п'ятикопійчаних монет, вже під номіналом 5 копійок, відновилося на два роки. Від монет, випущених в 1701—1704 роках, воно відрізнялося більш низьким вмістом срібла (380 проба), при цьому вага монети була збільшена в два рази. Дата монети позначалася арабськими цифрами і при цьому дублювалася у верхній частині зворотного боку п'ятьма точками або паличками. Декоративний малюнок по канту був відсутній.
За Єлизавети Петрівни в 1755 році карбування срібних п’ятикопійчаних монет було знову відновлено. Монета карбувалася зі срібла 770 проби і мала вагу 1,21 грама. Карбування монети тривало по 1763 рік. Наступного разу карбування срібних п’ятикопійчаних монет було відновлено за Павла I в 1797 році і не припинялося аж до Жовтневого перевороту.

#### Карбування з міді
Спочатку монета карбувалася по 40 рублів з пуда міді, яка коштувала всього 10 рублів і, отже, була монетою кредитної цінності з самого її заснування. Високий примусовий курс, за яким п’ятикопієчник обертався, викликав тоді ж сильну підробку його поляками.

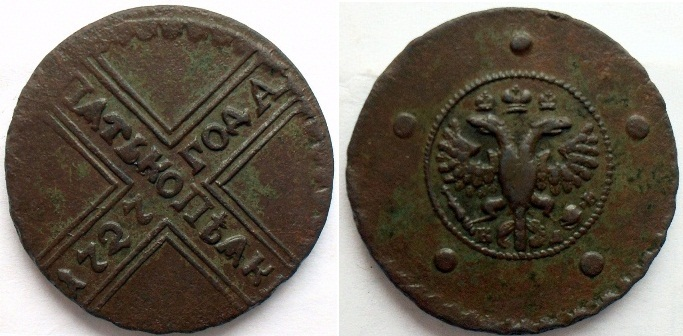
5 копійок 1727 року, Червоний монетний двір

За Катерини I і Петра II п’ятикопійчані монети вибивалися з попереднього розрахунку. За Єлизавети легкі п’ятикопійчані були перекарбовані у 1744 році у 4 коп. В 1745 році у 3 коп. В 1746 році у 2 коп. і 1754 році в 1 коп. Останнє перекарбування проводилося з розрахунку 8 руб. за пуд міді в монеті. Згідно з указом від 14 січня 1758 року, знову приступили до випуску п'ятикопієчників на 16 руб. з пуда міді.
Петро III, указом 17 січня 1762 року, звелів п’ятикопійчані монети перекарбувати в десятикопійчані і надалі вибивати їх на 32 руб. з пуда міді. Указом від 20 грудня 1762 був відновлений випуск п’ятикопійчаних по 16 руб. з пуда. З цього розрахунку п'ятаки карбувалися до 1810 року, в якому їх випуск був припинений зовсім і відновився лише в 1830 році, за указом від 1 червня. Тоді цю монету стали вибивати на 36 руб. з пуда.

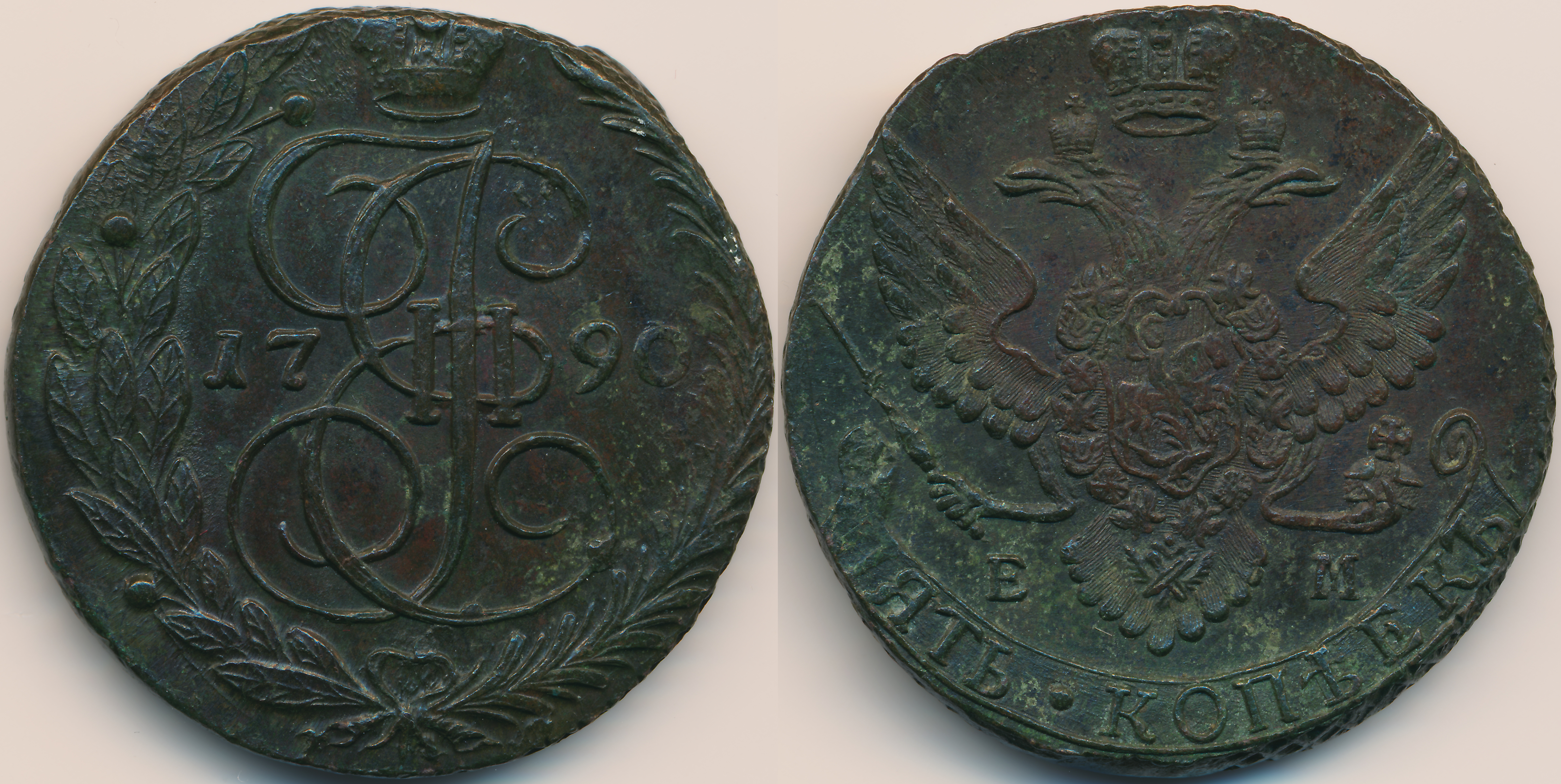
5 копійок 1790 року, (мідь, вага 50-51 г., діаметр 40-42 мм). Монета карбувалася з 1762 по 1796 рік.

Згідно з указом від 7 лютого 1849 року був введений п’ятикопієчник вагою в 6 золотників (32 руб. з пуда міді), а за Олександра II (21 березня 1867 роки) - вагою в 3 золотника 80,640 часткою (50 руб. з пуда міді). Карбовані за законом 17 грудня 1885 року п’ятикопійєчники мали в діаметрі 1 дюйм 26 точок і вибивалися на 50 руб. з пуда міді на приватному монетному дворі в Бірмінгемі, в Англії  .

#### Найважчий п'ятак

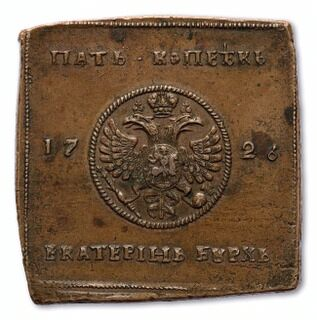
5 копійок 1726 року

Найбільша за вагою п'ятикопійчана монета — 5 копійок Катерини I, карбування 1726 року вагою 81,9 грама, виготовлена на Єкатеринбурзькому платовому дворі у вигляді мідної квадратної плати розміром 45 × 45 мм.

### Післяреволюційний час

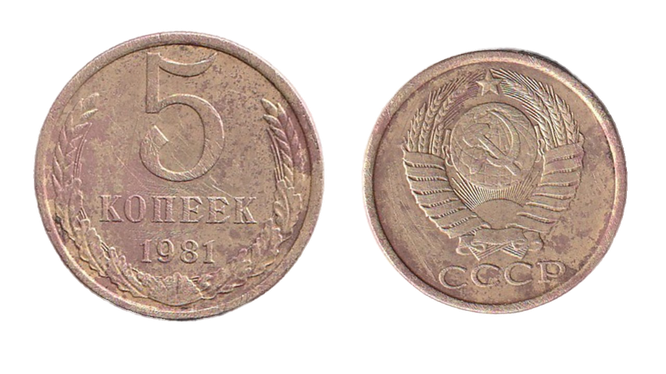
5 копійок 1981 року

Монети номіналом в 5 копійок почали карбувати у 1924 році з міді. Потім з 1926 року по 1957 рік випускалися монети з алюмінієвої бронзи. З 1961 по 1991 рік випускалися монети з латуні. Згодом істотно змінювався тільки малюнок герба СРСР, де змінювалося кількість перев'язів на снопах пшениці, їх максимальна кількість доходила до 16-ти, за кількістю союзних республік.
У 1961 - 1991 роках монета була єдиним способом оплати проїзду в метрополітенах країн колишнього СРСР.
В Російській Федерації після деномінації 1998 року відновлено карбовання 5-копійчаних монет з сталі з мельхіоровим покриттям.

## Пам’ятник п’ятаку
Мер Нижнього Новгороду Вадим Булавін 30 листопада 2007 року відкрив пам'ятник п'ятикопійковій монеті. Виготовлений з чавуну і пофарбований спеціальною сумішшю під бронзу, пам'ятний знак «П'ятак» у вигляді монети діаметром 1,2 м без позначення монетного двору, вмонтований в покриття бруківки на площі в центрі Сормова між будинками 166 і 168 по вулиці Комінтерну. Це місце у місцевих жителів називається «Сормовський п'ятачок».
За основу художнього оформлення пам'ятного знака було взято п'ятак епохи царювання Миколи II. На ньому розміщений і напис, що повідомляє про дату і місце встановлення пам'ятника. Нижньогородський пам'ятник п'ятаку був виготовлений у Санкт-Петербурзі. Проектом передбачено фундамент, що витримує заїзд і виїзд прибиральної техніки, а також антивандальний захист.

## Використання в мовленні
«Мої п'ять копійок», «вставити п'ять копійок» — фразеологізм, що означає невелике доповнення до будь-чого.
«Очі, як п'ять копійок» — вираз, що означає широко розкриті від подиву очі, алегорично порівнювані з монетою в п'ять копійок часів СРСР.

## Галерея

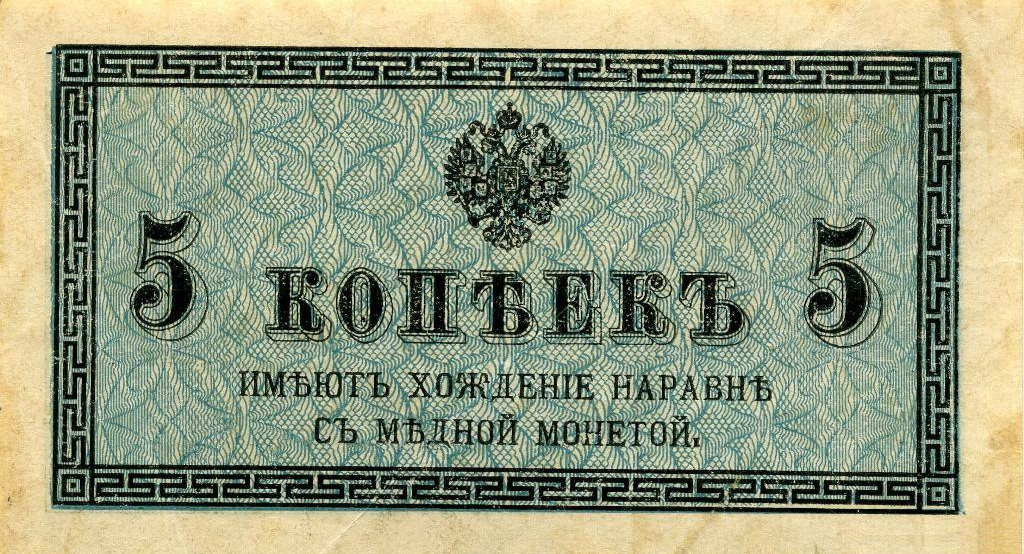
Грошовий знак 5 копійок Миколи II 1915 (аверс)
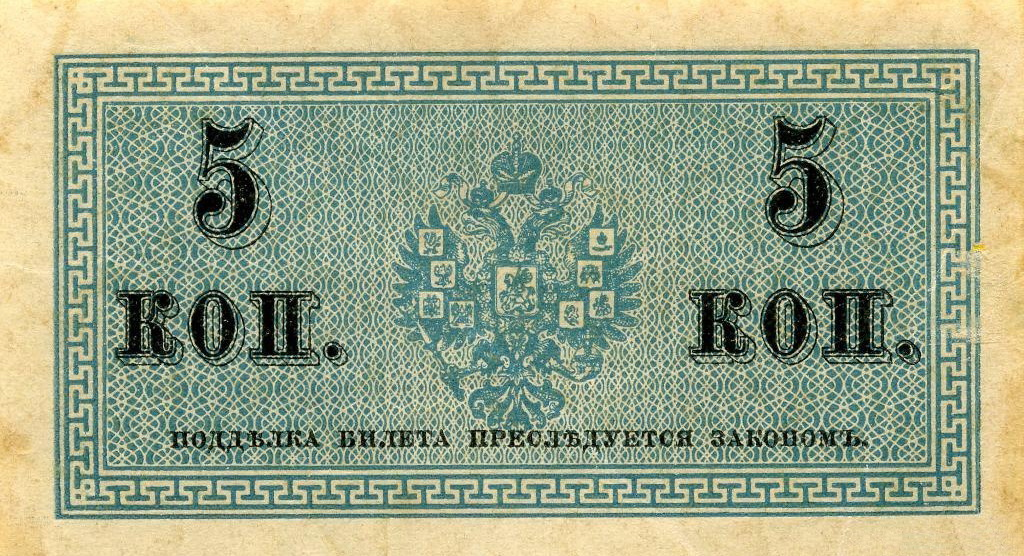
Грошовий знак 5 копійок Миколи II 1915 (реверс)
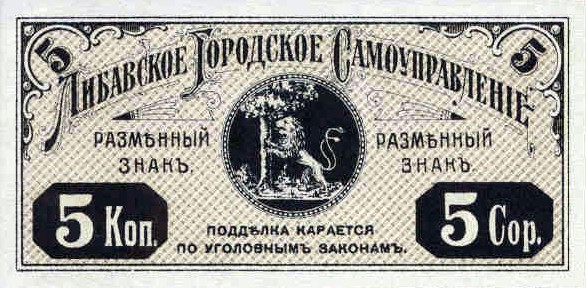
Розмінний знак 5 копійок міста Лібава. 1915
Розмінний знак 5 копійок. Латвія, 1920Розмінний знак 5 копійок. Латвія, 1920
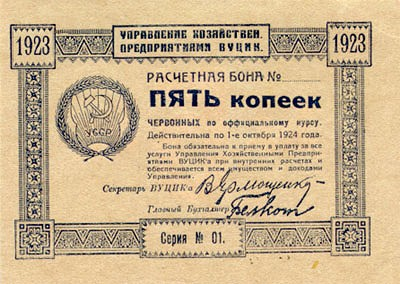
Бона ВУЦИКа 5 копійок золотом 1923. Аверс та реверс
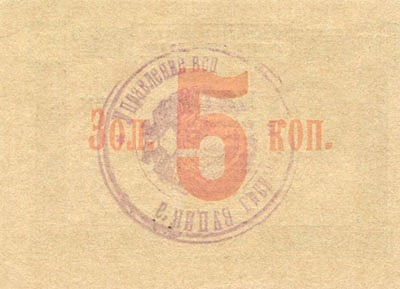
Чек 5 копеек для круїзних судов. СРСР, 1985Чек 5 копеек для круїзних судов. СРСР, 1985
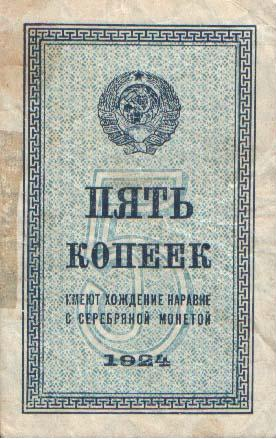
Грошовий знак 5 копійок 1924 (аверс)
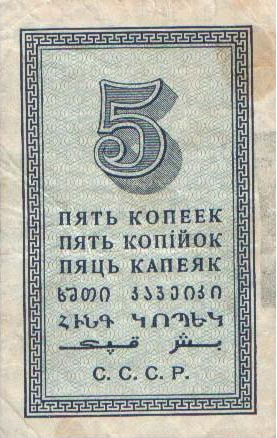
Грошовий знак 5 копійок 1924 (реверс)
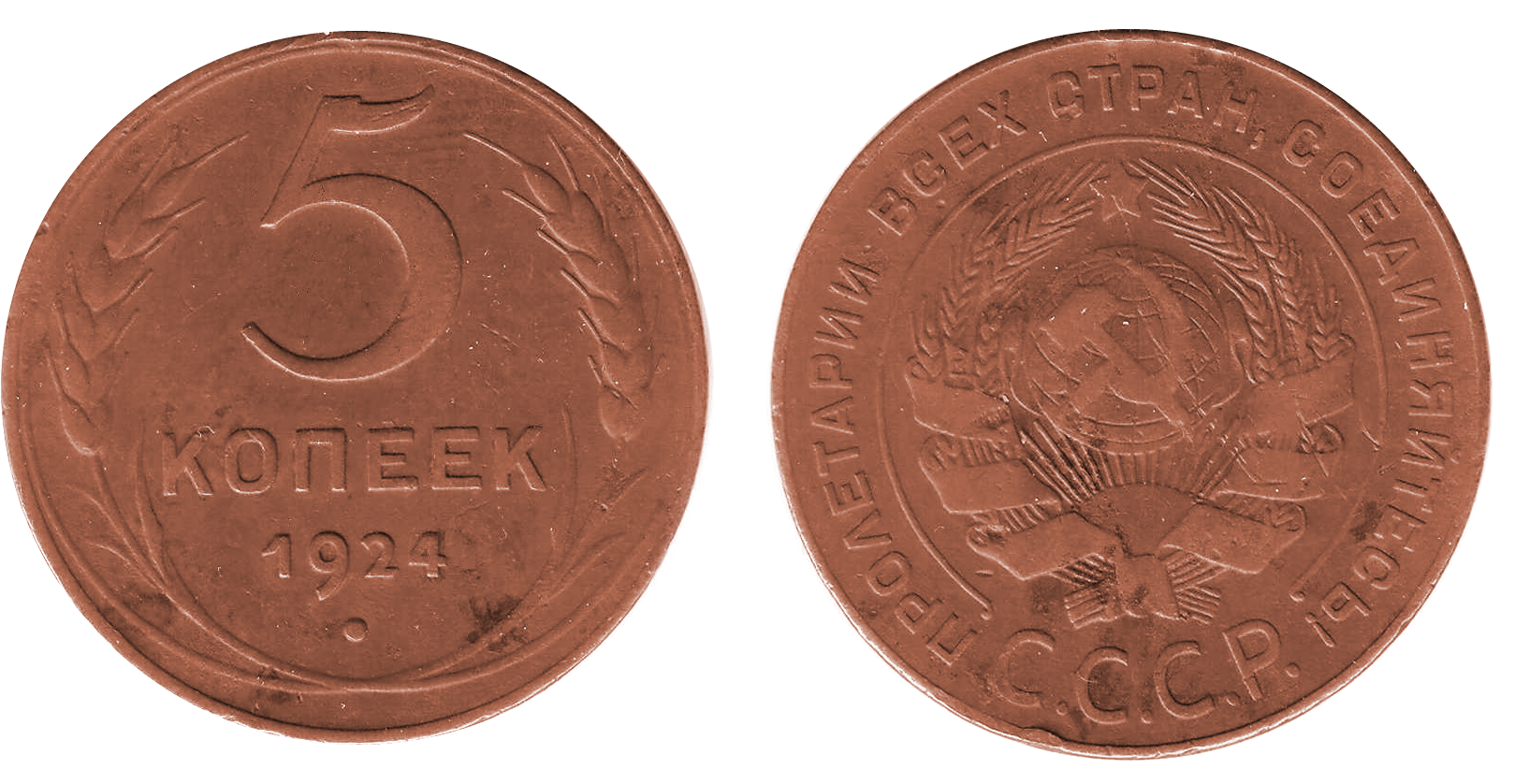
5 копійок зразку 1924
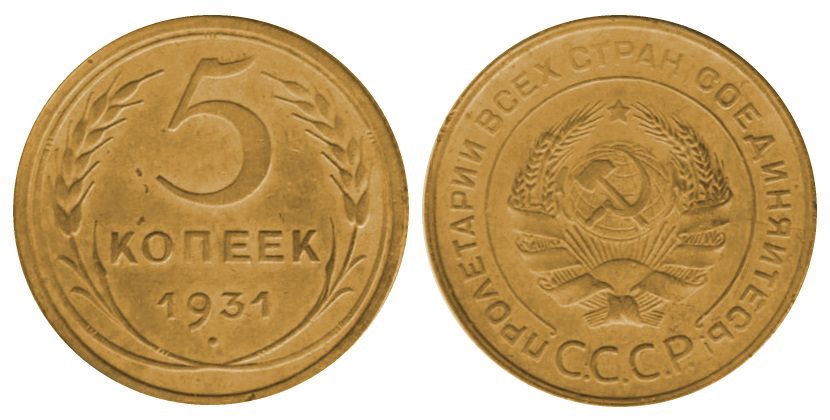
5 копійок зразку 1926—1935
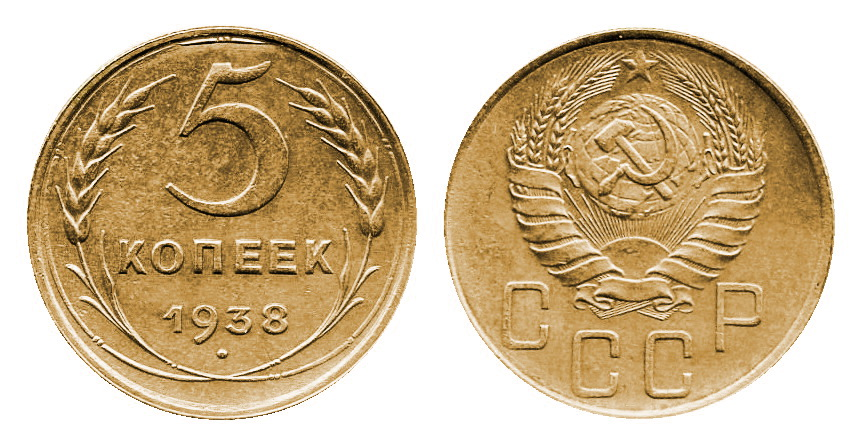
5 копійок зразку 1937
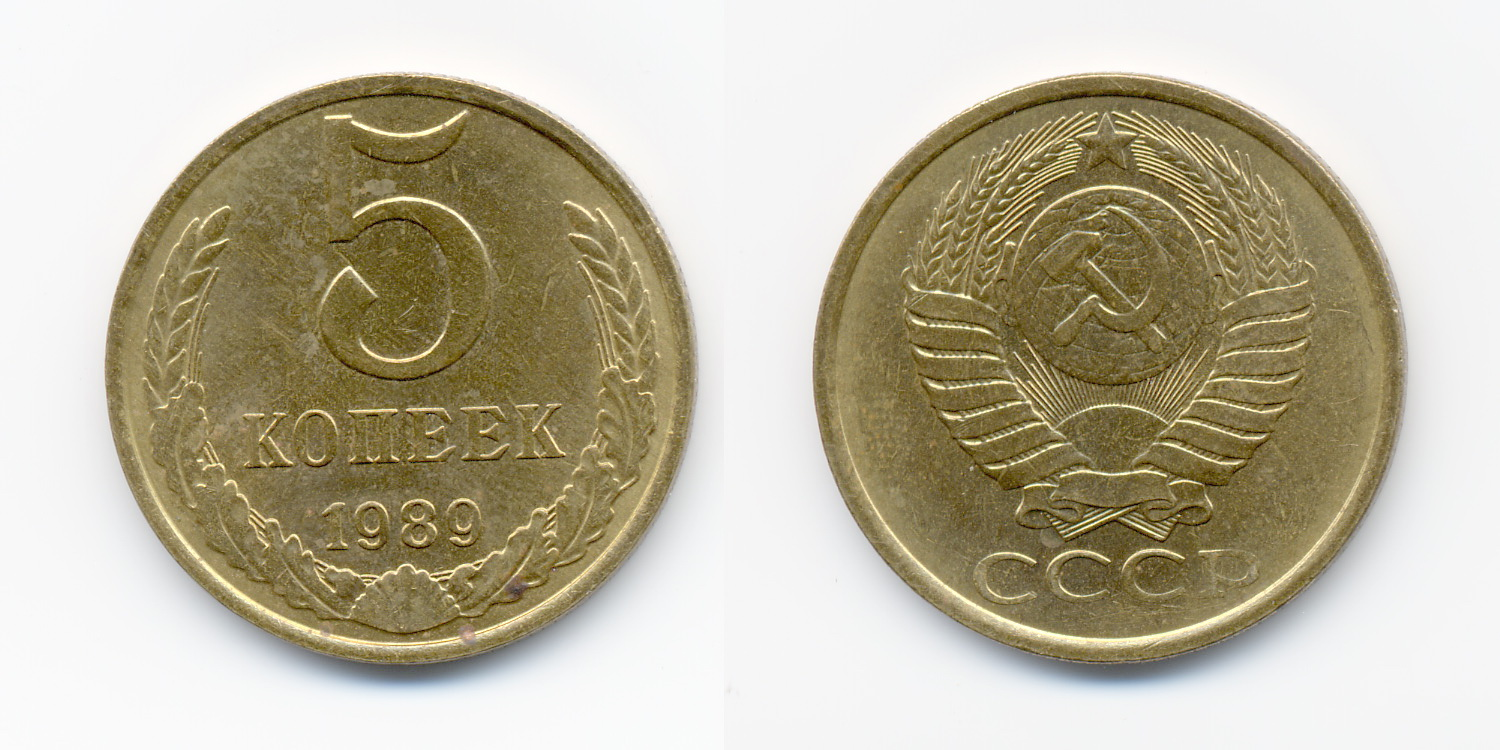
5 копійок зразка 1961
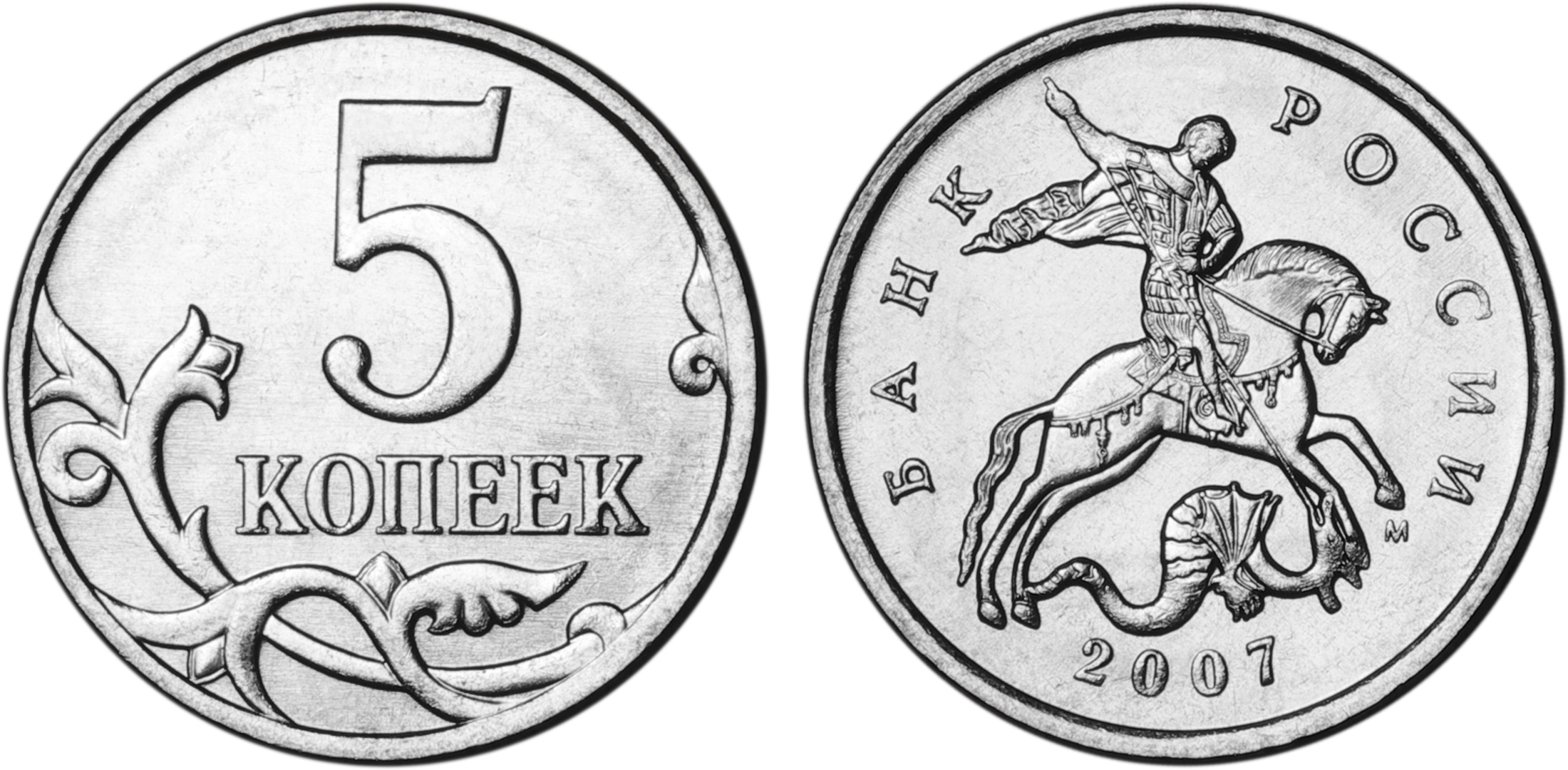
5 копійок зразка  1997
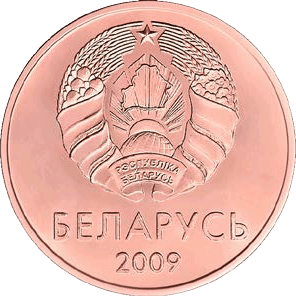
5 копійок зразка  2009 (аверс)
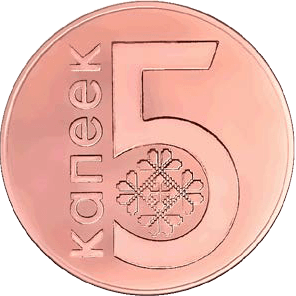
5 копійок зразка  2009 (реверс)